# أوسكار مارتينيز (لاعب كرة مضرب)
أوسكار مارتينيز (بالإسبانية: Óscar Martínez)‏ هو لاعب كرة مضرب إسباني، ولد في 9 مارس 1974 في بلنسية في إسبانيا.